# Zulay Henao
Zulay Henao (Medellín, 22 marzo 1979) è un'attrice colombiana naturalizzata statunitense, nota per le sue interpretazioni nei film come Illegal Tender (2007), Fighting (2009), Takers (2010), Boy Wonder (2011), Hostel: Part III, Il club delle madri single (2014) e Autobiografia di un finto assassino (2016). Nel 2014 ha ricoperto il ruolo di uno dei protagonisti della serie If Loving You Is Wrong.

## Biografia
Tutti si trovano d'accordo nel dire che Zulay Henao (Medellin in Colombia) ha molto talento ed è bellissima. Ha recitato come guest-star in serie TV prodotte da Lifetime Army Wives ed ha ottenuto il ruolo principale nel film Racing For Time. È apparsa in Doorman e Grizzly Park, e anche in Illegal Tender. Un anno dopo essersi laureata alla School for Film and Television, ha ottenuto questo ruolo in Reggaeton. Vive a Los Angeles e in New Jersey.

## Filmografia parziale

### Cinema
- Feel the Noise - A tutto volume (2007)
- Fighting (2009)
- Takers (2010)
- Boy Wonder (2011)
- Hostel: Part III (2011)
- Il club delle madri single (2014)
- Autobiografia di un finto assassino (2016)
- Grand Isle (2019)

### Televisione
- If Loving You Is Wrong (2014-2020)

## Doppiatrici italiane
Nelle versioni in italiano delle opere in cui ha recitato, Zulay Henao è stata doppiata da:
- Eleonora Reti in Fear Itself, Il club delle madri single
- Valentina Favazza in Feel the Noise - A tutto volume
- Myriam Catania in Autobiografia di un finto assassino
- Camilla Gallo in Grand Isle
- Antilena Nicolizas in Stumptown